# Chan Chan
Chan Chan, cel mai mare oraș pre-columbian din America de Sud, este în prezent sit-ul arheologic așezat în regiunea peruviana La Libertad, la 5 km est de Trujillo. Chan Chan acopereă o zonă de aproximativ 20 km pătrați și avea un dens centru urban în jur de 64 km pătrați. Chan Chan a fost construit de Chimor (regatul lui Chimu) o civilizație intermediară care creștea în afara ruinelor civilizației Moche. Vastul si noroiosul oraș al Chan Chan-ului a fost construit de Chimu de jur împrejurul AD 850 și a ținut până când Inca l-a cucerit AD 1470. A fost capitala imperială a Chimor până la cucerirea acestuia în secolul al XV-lea. A fost estimată o populație în jur de 30000 de oameni locuitori ai Chan Chan-ului. 
Chan Chan a fost adăugat pe lista Unesco “World Heritage Site” in 1986. Orașul este grav amenințat de El Niño care provoacă ploi abundente și inundații pe coasta peruviană. Este localizat într-o secțiune fertilă, bine irigată de câmpie. Ruinele orașului sunt amenințate în plus de cutremure și de jefuitori. Vizitatorii prezenți zilnic la Chan Chan pot intra în Complexul Tschudi crezând a fi una dintre cele mai vechi cetăți construite in oraș. Acolo sunt de asemenea alte ruine Chimu și Moche în jurul zonei Trujillo. Acest loc a fost descoperit de către Conquistador Francisco Pizzaro. 

## Arhitectura
Orașul este alcătuit dintr-o cetate cu zece ziduri în interiorul cărora se află camere de ceremonial, camere de înmormântare, temple, camere cu provizii si câteva spații de cazare. Chan Chan este un oraș de forma unui triunghi înconjurat de ziduri cu înălțimea măsurând 50-60 picioare. Se presupune ca Aztec-ul folosea planuri de oraș sub formă de pătrat după modelul Chimu. Un aspect distinct al Chan Chan-ului este acela că acolo nu existau împrejmuiri cu dechidere spre nord. Înălțimea zidurilor adăpostea populația de vânturile sud-vestice de pe coasta peruană. Fața nordică a zidurilor era expusă cel mai mult la soare, acest lucru servind la oprirea vântului și reținerea razelor solare unde întunericul era frecvent. Numeroasele ziduri de la un capăt la celălalt al cetății formau un labirint de coridoare. 
Înseși zidurile erau construite din cărămidă de argilă cu suprafața lucioasă pe care erau sculpturi si picturi. Ele reprezentau două stiluri:unul “realistic “ exprimat prin păsări, pești și animale mici;și celălalt exprimat mai mult prin grafic stilizat al acelorași vietăți. Sculpturile Chan Chan-ului mai înfățișau raci, broaște țestoase și capcanele pentru prinderea diferiților monștrii marini. Chan Chan, spre deosebire de multele ruine de pe coasta Peru-ului, este plasat în extremitatea mărginită de Oceanul Pacific. 
În 1998, ’’The Master Plan for Conservation and Management of the Chan Chan Archeological Complex” a fost preluat de către “Freedom National Culture Institute” al Peru cu contribuții din partea “World Heritage Foundation” (WHF), ICCROM si GCI. Planul a fost aprobat de Guvernul Peruan cu implicarea la cele mai înalte nivele până astăzi.